# Lesse (Ort, Leolima)
Lesse (Lese) ist eine osttimoresische Siedlung im Suco Leolima (Verwaltungsamt Hato-Udo, Gemeinde Ainaro).

## Geographie und Einrichtungen
Lesse ist eine Siedlung im Osten der Aldeia Lesse, in einer Meereshöhe von 378 m. Sie bildet das Westende des Siedlungszentrums Hato-Udo. Durch Lesse führt die südliche Küstenstraße Osttimors, die hier weiter landeinwärts verläuft. Nordöstlich befindet sich die Siedlung Aimerleu. Im Westen führt eine Brücke über den Fluss Belulik in den Ort Cassa im gleichnamigen Suco (Verwaltungsamt Ainaro).
In Lesse befinden sich eine Sendeantenne und eine Grundschule.